# النصر آبادي
النصر آبادي (القرن الحادي عشر الهجري) هو شاعر فارسي.
هو محمد طاهر النصر آبادى الاصفهاني. ولد سنة 1027 هـ، وعاصر السلطان سليمان الصفوي وحظي لديه. كان على قيد الحياة سنة 1083 هـ.

## آثاره
له:
- «تذكرة الشعراء»
- «گل رعنا»
- «التوحيد»
- «گلشن خيال»